# Марк Едуард Влашић
Марк Едуард Влашић (енгл. Marc-Édouard Vlasic; Монтреал, 30. март 1987) професионални је канадски хокејаш на леду који игра на позицији одбрамбеног играча.
На НХЛ драфту одржаном 2005. одабрала га је екипа Шаркса из Сан Хозеа као 35. пика у другој рунди, а за тим из Калифорније игра од сезоне 2006/07.
Са сениорском репрезентацијом Канаде освојио је два сребра на светским првенствима (СП 2009. и СП 2017), те златну олимпијску медаљу на Играма 2014. у Сочију.

## Клупска каријера
Влашић је играчку каријеру започео у јуниорској екипи Квебек ремпартса у јуниорској лиги Квебека, у сезони 2002/03, и у том рангу такмичења је провео наредне три сезоне. Захваљујући добри партијама које је пружао током прве две сезоне у квебешком тиму, у јулу 2005. учествовао на улазном НХЛ драфту где га је у другој рунди као 35. пика одабрала екипа Сан Хозе шаркси.
У професионалном хокеју дебитовао је током сезоне 2006/07. током које је за Шарксе одиграо чак 81 утакмицу у лигашком делу и 11 утакмица у плеј-оф серији уз учинак од укупно 3 гола и 24 асистенције. И током наредне сезоне одиграо је све утакмице свог тима (82 у лигашком делу и 13 у плеј-оф серији).
Дана 27. августа 2008. потписао је нови четворогодишњи уговор са клубом вредан 12,4 милиона америчких долара, а по истеку истог 2012. обновља уговор на још 5 сезона (у вредности од 21 милиона долара). Од сезоне 2014/15. има улогу заменика капитена у екипи Шаркса.

## Репрезентативна каријера
За сениорску репрезентацију Канаде дебитовао је на Светском првенству 2009. у Швајцарској где су Канађани освојили сребрну медаљу. Иако је одиграо 5 утакмица на том турниру, Влашић није остварио запаженији статистички учинак. Три године касније био је део тима који је на СП у Стокхолму и Хелсинкију заузео 5. место.
Такође је био део канадског олимпијског тима који је на Зимским олимпијским играма 2014. у Сочију освојио златну медаљу.